# بوبي لينوكس
بوبي لينوكس (بالإنجليزية: Bobby Lennox)‏ (30 أغسطس 1943 في المملكة المتحدة - ) هو لاعب كرة قدم بريطاني في مركز جناح ‏. شارك مع منتخب اسكتلندا لكرة القدم. أما مع النوادي، فقد لعب مع نادي سلتيك وهيوستن هوريكاينز ‏ ورابطة كرة القدم الاسكتلندية الحادية عشر ‏.

## وصلات خارجية
- بوبي لينوكس على موقع الاتحاد الدولي (مؤرشف)  (الإنجليزية)
- بوبي لينوكس على موقع الاتحاد الأوربي (الإنجليزية)
- بوبي لينوكس على موقع قاعدة بيانات كرة القدم.إي يو (الإنجليزية)
- بوبي لينوكس على موقع ناشيونال فوتبول تيمز (الإنجليزية)
- بوبي لينوكس على موقع عالم كرة القدم.نت (الإنجليزية)